# Dangy
Dangy é uma comuna francesa na região administrativa da Normandia, no departamento Mancha. Estende-se por uma área de 9,92 km². Em 2010 a comuna tinha 692 habitantes (densidade: 69,8 hab./km²).